# Andrew Miller (ishockeyspelare)
Andrew Miller, född 18 september 1988, är en amerikansk professionell ishockeyspelare som tillhör NHL-organisationen Edmonton Oilers och spelar för deras primära samarbetspartner Oklahoma City Barons i American Hockey League (AHL). Han har tidigare spelat på lägre nivåer för Yale Bulldogs (Yale University) i National Collegiate Athletic Association (NCAA) och Chicago Steel i United States Hockey League (USHL).
Miller blev aldrig draftad av någon NHL-organisation.

## Statistik
| 2007–2008   | Chicago Steel        | USHL        | 59  | 14 | 27  | 41  | 28  | 7 | 2 | 4 | 6 | 4 |
| 2008–2009   | Chicago Steel        | USHL        | 58  | 32 | 50  | 82  | 76  | — | — | — | — | — |
| 2009–2010   | Yale Bulldogs        | NCAA        | 34  | 5  | 29  | 34  | 12  | — | — | — | — | — |
| 2010–2011   | Yale Bulldogs        | NCAA        | 36  | 12 | 33  | 45  | 18  | — | — | — | — | — |
| 2011–2012   | Yale Bulldogs        | NCAA        | 34  | 7  | 29  | 36  | 8   | — | — | — | — | — |
| 2012–2013   | Yale Bulldogs        | NCAA        | 37  | 18 | 23  | 41  | 15  | — | — | — | — | — |
| 2013–2014   | Oklahoma City Barons | AHL         | 52  | 8  | 26  | 34  | 14  | 3 | 0 | 0 | 0 | 4 |
| 2014–2015   | Edmonton Oilers      | NHL         | 1   | 0  | 0   | 0   | 0   | — | — | — | — | — |
|             | Oklahoma City Barons | AHL         | 57  | 25 | 29  | 54  | 12  | — | — | — | — | — |
| NHL totalt  | NHL totalt           | NHL totalt  | 1   | 0  | 0   | 0   | 0   | — | — | — | — | — |
| AHL totalt  | AHL totalt           | AHL totalt  | 109 | 33 | 55  | 88  | 26  | 3 | 0 | 0 | 0 | 0 |
| NCAA totalt | NCAA totalt          | NCAA totalt | 141 | 42 | 114 | 156 | 53  | — | — | — | — | — |
| USHL totalt | USHL totalt          | USHL totalt | 117 | 46 | 77  | 123 | 104 | 7 | 2 | 4 | 6 | 4 |